# Augustin Matata Ponyo
Augustin Matata Ponyo (Maniema, 5 de junho de 1964) é um político quinxassa-congolês que foi Primeiro-Ministro da República Democrática do Congo de 18 de abril de 2012 a 17 de novembro de 2016. Anteriormente, ele atuou como Ministro das Finanças de 21 Fevereiro de 2010 a 12 de abril de 2012; como primeiro-ministro, ele manteve a responsabilidade pela pasta de finanças.

## Carreira
Em 12 de fevereiro de 2012, enquanto servia como Ministro das Finanças, Ponyo ficou gravemente ferido em um acidente de avião perto da cidade de Bukavu, no qual dois passageiros e ambos os membros da tripulação morreram.
Em 18 de abril de 2012, foi nomeado primeiro-ministro pelo presidente Joseph Kabila.
Ele visitou Beni após o massacre lá e foi vaiado por centenas de pessoas. Em seguida, eclodiram protestos violentos que resultaram na morte de três pessoas.
Ele renunciou ao cargo de Primeiro-Ministro da República Democrática do Congo em 14 de novembro de 2016, como parte de um acordo-quadro de diálogo nacional apoiado pela União Africana, que especifica que um líder da oposição assume o cargo de Primeiro-Ministro.